# ISO 3166-2:RU
ISO 3166-2:RU стандарт стандарт Міжнародної організації зі стандартизації,                                                                                                                                                                                        що визначає геокоди. Є підмножиною стандарту ISO 3166-2,що відноситься до Росії.    

### Загальні відомості
Стандарт охоплює 46 областей, 21 республіку, 9 країв, 4 автономні округи,                                                                                                                                                        2 міста і 1 автономну область Росії. Геокоди областей, республік, країв,                                                                                                                                                        округів та міст Росії складаються з двох частин:                                                                                                                                                                                                 коду Alpha2 за стандартом ISO 3166-1 для Росії – RU та додаткового коду,                                                                                                                                                записаних через дефіс. Додатковий дво-трьохлітерний код утворений                                                                                                                                                        відповідно до назви областей, республік, країв, округів та міст.                                                                                                                                                                          Геокоди областей, республік, країв, округів та міст Росії є                                                                                                                                                                             підмножиною кодів домену верхнього рівня - RU,                                                                                                                                                                                        присвоєного Росії відповідно до стандартів ISO 3166-1.

### Геокоди Росії
Геокоди 46 областей адміністративно-територіального поділу Російської Федерації.
| геокод | суб'єкт федерації       | статус  |
| ------ | ----------------------- | ------- |
| RU-AMU | Амурська область        | область |
| RU-ARK | Архангельська область   | область |
| RU-AST | Астраханська область    | область |
| RU-BEL | Бєлгородська область    | область |
| RU-BRY | Брянська область        | область |
| RU-VLA | Владимирська область    | область |
| RU-VGG | Волгоградська область   | область |
| RU-VLG | Вологодська область     | область |
| RU-VOR | Воронезька область      | область |
| RU-IVA | Івановська область      | область |
| RU-IRK | Іркутська область       | область |
| RU-KGD | Калінінградська область | область |
| RU-KLU | Калузька область        | область |
| RU-KEM | Кемеровська область     | область |
| RU-KIR | Кіровська область       | область |
| RU-KOS | Костромська область     | область |
| RU-KGN | Курганська область      | область |
| RU-KRS | Курська область         | область |
| RU-LEN | Ленінградська область   | область |
| RU-LIP | Липецька область        | область |
| RU-MAG | Магаданська область     | область |
| RU-MOS | Московська область      | область |
| RU-MUR | Мурманська область      | область |
| RU-NIZ | Нижньогородська область | область |
| RU-NGR | Новгородська область    | область |
| RU-NVS | Новосибірська область   | область |
| RU-OMS | Омська область          | область |
| RU-ORE | Оренбурзька область     | область |
| RU-ORL | Орловська область       | область |
| RU-PNZ | Пензенська область      | область |
| RU-PSK | Псковська область       | область |
| RU-ROS | Ростовська область      | область |
| RU-RYA | Рязанська область       | область |
| RU-SAM | Самарська область       | область |
| RU-SAR | Саратовська область     | область |
| RU-SAK | Сахалінська область     | область |
| RU-SVE | Свердловська область    | область |
| RU-SMO | Смоленська область      | область |
| RU-TAM | Тамбовська область      | область |
| RU-TVE | Тверська область        | область |
| RU-TOM | Томська область         | область |
| RU-TUL | Тульська область        | область |
| RU-TYU | Тюменська область       | область |
| RU-ULY | Ульяновська область     | область |
| RU-CHE | Челябінська область     | область |
| RU-YAR | Ярославська область     | область |